# Phyllotreta laticornis
Phyllotreta laticornis är en skalbaggsart som beskrevs av Frederick James Chittenden 1927. Phyllotreta laticornis ingår i släktet Phyllotreta och familjen bladbaggar. Inga underarter finns listade i Catalogue of Life.